# Eheklo
Eheklo je u grčkoj mitologiji bio mladi Dardanac, Agenorov sin (Agenor, Antenorov sin). Za vrijeme Trojanskog rata, ubio ga je Ahil koji mu je u aristeji svojim mačem raspolutio lubanju.